# 禁忌的遊戲
《禁忌的遊戲》（法語：Jeux interdits）是法國導演雷奈·克萊門特所執導的電影，於1952年上映，改編自佛蘭柯斯·波耶（Francois Boyer）的小說《禁忌的游戏》。電影以寫實主義手法描述了戰爭對小孩心靈的創傷，以及圍繞在成人世界之間的虛偽。

## 劇情簡介
二次大戰巴黎淪陷後，一群逃難者在路上遭到納粹德國飛機的轟炸。5歲女孩保麗（Paulette）的父母和小狗剛被炸死。正當保麗遭逢巨大傷痛之際，遇上名叫米歇爾（Michel）的10歲男孩，還把保麗帶回農場的家中，說服了父母收養這名孤兒。他還幫保麗將小狗屍體埋在一個廢棄的水磨坊裡，也幫助她克服悲痛心情。兩個孩子開始收集其他死去的動物屍體，並從當地偷來靈車、教堂祭壇、別人墓地十字架，煞有介事地模仿宗教儀式，把動物安葬起來，開始他們「禁忌的遊戲」。米歇爾的父親發現墓地的十字架不翼而飛，懷疑是米歇爾做的，可是不知它們被拿到哪裡。後來警察來米歇爾家要找保麗，米歇爾不願與保麗分開，要求爸爸不要交她出來，還答應告知十字架的去向。可是，米歇爾爸爸食言，保麗被送進紅十字會的收容所，保麗傷心不已在茫茫人海中淚眼婆娑呼喚著米歇爾的名字。

## 角色
- Georges Poujouly - Michel Dollé
- Brigitte Fossey - Paulette
- Amédée - Francis Gouard
- Laurence Badie - Berthe Dollé
- Suzanne Courtal - Madame Dollé
- Lucien Hubert - Dollé
- Jacques Marin - Georges Dollé
- Pierre Merovée - Raymond Dollé
- Louis Saintève - the Priest

## 獲獎
- 1952年：威尼斯電影節金獅獎
- 1952年：紐約影評人協會——最佳外語片
- 1953年：奧斯卡榮譽獎（頒發予首次在美國發行的最佳外語電影）
- 1954年：英國電影和電視藝術學院獎——最佳電影

## 外部連結
- 互联网电影数据库（IMDb）上《禁忌的遊戲》的资料（英文）
- 豆瓣电影上《禁忌的遊戲》的資料 （简体中文）
- 爛番茄上《禁忌的遊戲》的資料（英文）
- Forbidden Games: Death and the Maiden （页面存档备份，存于） an essay by Peter Matthews at the Criterion Collection